# Campeonato Mundial de Tiro con Arco al Aire Libre de 1995
El XXXVIII Campeonato Mundial de Tiro con Arco al Aire Libre se celebró en Yakarta (Indonesia) entre el 1 y el 6 de agosto de 1995 bajo la organización de la Federación Internacional de Tiro con Arco (FITA) y la Federación Indonesia de Tiro con Arco.

## Medallistas

### Masculino
| Evento                    | Oro                                                  | Plata                                                         | Bronce                                                     |
| ------------------------- | ---------------------------------------------------- | ------------------------------------------------------------- | ---------------------------------------------------------- |
| Arco recurvo individual   | Lee Kyung-Chul Corea del Sur                         | Wu Tsung-Yi China Taipéi                                      | Oh Kyo-Moon Corea del Sur                                  |
| Arco recurvo por equipo   | Kim Jae-Rak Oh Kyo-Moon Lee Kyung-Chul Corea del Sur | Matteo Bisiani · Andrea Parenti · Alessandro Rivolta · Italia | Rodney White Richard McKinney Lonny King Estados Unidos    |
| Arco compuesto individual | Gary Broadhead Estados Unidos                        | John Vozzy Estados Unidos                                     | Phillip Tremelling Australia                               |
| Arco compuesto por equipo | Gérard Douis Thomas Randall Oliver Carreau Francia   | Gary Broadhead John Vozzy Tom Crowe Estados Unidos            | Phillip Tremelling Michael Harkess Clint Freeman Australia |

### Femenino
| Evento                    | Oro                                                         | Plata                                                    | Bronce                                                            |
| ------------------------- | ----------------------------------------------------------- | -------------------------------------------------------- | ----------------------------------------------------------------- |
| Arco recurvo individual   | Natalia Valeeva Moldavia                                    | Barbara Mensing · Alemania                               | Yoom Yoon-Ja Corea del Sur                                        |
| Arco recurvo por equipo   | Yoom Yoon-Ja Hwang Jin-Hae Kim Jo-Sun Corea del Sur         | Elif Ekşi Natalia Nasaridze Elif Altınkaynak Turquía     | Hamdiah Damanhuri Nurfitryana Lantang Danahuri Dahliana Indonesia |
| Arco compuesto individual | Angela Moscarelli Estados Unidos                            | Petra Ericsson · Suecia                                  | Inga Low Estados Unidos                                           |
| Arco compuesto por equipo | Angela Moscarelli Inga Low Michelle Ragsdale Estados Unidos | Helena Nelson · Petra Ericsson · Ulrika Sjöwall · Suecia | Anna Campagnoli · Fabiola Palazzini · Carmen Ceriotti · Italia    |

## Medallero
| Núm. | País           | Oro | Plata | Bronce | Total |
| ---- | -------------- | --- | ----- | ------ | ----- |
| 1    | Estados Unidos | 3   | 2     | 2      | 7     |
| 2    | Corea del Sur  | 3   | 0     | 2      | 5     |
| 3    | Francia        | 1   | 0     | 0      | 1     |
| 3    | Moldavia       | 1   | 0     | 0      | 1     |
| 5    | Suecia         | 0   | 2     | 0      | 2     |
| 6    | Italia         | 0   | 1     | 1      | 2     |
| 7    | Alemania       | 0   | 1     | 0      | 1     |
| 7    | China Taipéi   | 0   | 1     | 0      | 1     |
| 9    | Australia      | 0   | 0     | 2      | 2     |
| 10   | Indonesia      | 0   | 0     | 1      | 1     |
|      | TOTAL          | 8   | 8     | 8      | 24    |